# جون ليس فولكنير
جون ليس فولكنير (بالإنجليزية: John Lees Faulkner)‏ هو فلاح نيوزلندي، ولد في 1810 في مدينة ويتبي في المملكة المتحدة، وتوفي في 8 سبتمبر 1882.